# Arano
Arano és un municipi de Navarra, a la comarca de Norte de Aralar, dins la merindad de Pamplona. Comprèn la vila d'Arano i els caserius de Latse, Suro i Urumea.

## Topònim
Arano és un altre topònim d'origen i significat incert. S'ha solgut relacionar amb les paraules basques arrano (àguila), (h)aran (vall) o (h)aran (aranyó), i se li han donat significats com pujol de la vall, lloc d'aranyoners o lloc de la vall. De totes les hipòtesis proposades Mikel Belasko a Diccionari Etimològic dona major versemblança a la qual va proposar Koldo Mitxelena, per al qual Arano estaria compost per (h)aran (vall) i el sufix diminutivo -no pel que tindria el significat de petita vall. Belasko apunta una altra hipòtesi, ja que Arano (potser relacionat amb arrano (àguila)) està documentat com nom de pila de baró en la Navarra del segle xvi, pel que podria tractar-se també d'un antropònim. Pascual Madoz va esmentar en una de les seves obres que el nom de la vila provenia de l'expressió hara noa (allà vaig) recollint una etimologia popular.

## Demografia
| Evolució demogràfica                             | Evolució demogràfica | Evolució demogràfica | Evolució demogràfica | Evolució demogràfica | Evolució demogràfica | Evolució demogràfica | Evolució demogràfica | Evolució demogràfica | Evolució demogràfica | Evolució demogràfica |
| 1996                                             | 1998                 | 1999                 | 2000                 | 2001                 | 2002                 | 2003                 | 2004                 | 2005                 | 2006                 | 2007                 |
| ------------------------------------------------ | -------------------- | -------------------- | -------------------- | -------------------- | -------------------- | -------------------- | -------------------- | -------------------- | -------------------- | -------------------- |
| 154                                              | 141                  | 143                  | 151                  | 144                  | 146                  | 141                  | 141                  | 143                  | 141                  | 127                  |
| Fonts: Arano i Institut d'Estadística de Navarra |                      |                      |                      |                      |                      |                      |                      |                      |                      |                      |